# Kruh (film, 2002)
Kruh (v anglickém znění The Ring) je americký psychologický horor z roku 2002 amerického režiséra Gore Verbinskiho. Jedná se o remake staršího japonského hororového snímku Ringu (japonsky リング) z roku 1998, jehož předlohou byl stejnojmenný román japonského spisovatele Kodži Suzukiho.
Film popisuje pátrání novinářky po osudech rodiny zobrazené na záhadné videokazetě, po jejímž zhlédnutí zazvoní divákovi telefon, v němž mu dívčí hlas oznámí, že do sedmi dnů zemře. Zaznamenal komerční úspěch a zabodoval i u kritiky.

## Herecké obsazení
| Naomi Wattsová   | Rachel Kellerová, novinářka                   |
| Daveigh Chase    | Samara Morganová, zavražděná dívka            |
| Martin Henderson | Noah Clay, bývalý přítel Rachel a otec Aidana |
| David Dorfman    | Aidan Keller, syn Rachel a Noaha              |
| Brian Cox        | Richard Morgan, manžel Ann Morganové          |
| Jane Alexander   | dr. Grasniková                                |
| Amber Tamblyn    | Katie Embryová                                |
| Lindsay Frost    | Ruth Embryová                                 |
| Rachael Bella    | Rebecca „Becca“ Kotlerová                     |
| Shannon Cochran  | Anna Morganová, manželka Richarda Morgana     |
| Richard Lineback | provozovatel chatek v Shelter Mountain        |
| Pauley Perrette  | Beth                                          |
| Sara Rue         | dívka, která hlídala Aidana                   |
| Sasha Barrese    | mladá dívka                                   |
| Adam Brody       | teenager                                      |

## Děj
Šestnáctiletá Kate Embryová a sedmnáctiletá Becca Kotlerová si doma povídají o záhadné videokazetě. Podle jistých řečí ten, kdo snímek zhlédne, zemře do sedmi dnů. Kate prozradí, že před sedmi dny kazetu viděla, když byla se svým přítelem na chatce v Shelter Mountain. Dívky se tomu smějí, ale po sérii několika podezřelých situací (včetně samovolného zapnutí televizoru) Kate umírá na infarkt. Becca, která byla svědkem jejího úmrtí, musí být hospitalizována v psychiatrickém zařízení.
Katiin bratranec Aidan je rozrušen její smrtí. Po pohřbu se Ruth Embryová obrátí na svou sestru Rachel Kellerovou s prosbou o prošetření záhadného úmrtí své dcery Kate. Rachel, která pracuje jako novinářka, jí přislíbí pomoc. Pátrání ji dovede do Shelter Mountain Inn, kde objeví onu videokazetu. Pustí si ji v téže chatce, jako předtím Kate, poté zazvoní telefon a dívčí hlas jí oznámí: „sedm dní“. Vyděšená Rachel kontaktuje svého bývalého přítele Noaha Claye, aby jí s případem pomohl. Varuje ho však, co mu hrozí, pokud se na kazetu podívá. Noah její historce příliš nevěří, ale řekne jí, ať mu udělá kopii. Rachel tak učiní. Při kopírování si povšimne zvláštní věci, videokazeta nemá časový kód, jakýsi identifikátor, který by měla obsahovat každá páska. Nepopsaná videokazeta tedy nebyla vyrobena pomocí elektronického záznamu.
Videokazeta obsahuje sekvenci podivných scén jako ze zlého snu, je zde opakující se motiv kruhu, vysoký žebřík, maják na pobřeží, žena, která si češe vlasy a později skáče z útesu, záběr na zrcadlo, ve kterém mizí dívka s dlouhými černými vlasy zakrývajícími její tvář, mrtví koně na pláži, třínohé kůzle, moucha, stonožka, hemžící se červi, studna atd.
Krátce po zhlédnutí pásky Rachel začne krvácet z nosu a zažije různé neobvyklé až fantaskní situace (např. když při přehrávání zmáčkne pauzu v momentě, kdy je na snímku moucha, dokáže ji setřít z obrazovky). Když se pak podívá na své fotky, její obličej je na každé z nich rozmazaný. Je to jako cejch smrti. Rachel z kazety identifikuje maják, nachází se na ostrově Moesko. Žena ze snímku je Anna Morganová, která na ostrově žila se svým manželem Richardem. Rachel dále zjistí, že Anna velmi toužila po dítěti, ale nebylo jim přáno. Když si přivedli domů adoptovanou dceru Samaru, začaly se na ostrově dít tragické věci. Koně zešíleli a utopili se, nešťastná Anna, která je tolik milovala, spáchala posléze sebevraždu.
Rachel také navštíví jejího manžela Richarda, ale ten se s ní odmítne o celé záležitosti bavit a pošle ji pryč. Místní lékařka dr. Grasniková ji informuje, že Anna trpěla halucinačními vizemi, které nabíraly na intenzitě, když byla poblíž Samara. Obě (Anna i Samara) byly poslány k vyšetření do psychiatrického zařízení. Noah jde mezitím tento ústav prověřit a zjistí, že o Samaře existoval videozáznam, ale ten nyní chybí.
Rachel se nevzdává a pokračuje ve shromažďování informací. V domě Morganových objeví krabici, z níž vyleze stonožka (byla ve scéně na videokazetě) a ve které najde chybějící záznam (ten z ústavu odnesl pan Morgan). Rachel si záznam pustí. Samara se na něm přiznává, že nemůže spát a že už nechce nikomu ubližovat. Terapeut jí říká, že zatím musí zůstat v ústavu. Rachel je poté vyrušena Richardem Morganem, jenž jí a jejímu synovi Aidanovi věští jistou smrt (Aidan totiž záznam na videokazetě také viděl, v nestřežený okamžik si pustil kopii kazety, což jeho matku velmi zasáhlo). Pak Morgan spáchá s pomocí elektřiny sebevraždu ve vaně. Rachel utíká pryč.
Na ostrov přijíždí Noah a společně s Rachel jdou prozkoumat koňskou stáj, kde Samaru držel její „otec“ Richard, jenž ji vinil ze všeho zlého, co se na ostrově stalo. Když strhnou tapetu, na stěně se objeví silueta stromu a Rachel si vzpomene, že jej viděla v Shelter Mountain. Po příjezdu na místo odhalí pod podlahou chatky studnu, ve které Rachel najde kostru Samary, a uvědomí si, že ji sem živou svrhla její matka Anna. Samara pak žila ještě rovných sedm dní. Dvojice informuje úřady a pozůstatky Samary jsou řádně pohřbeny.
Rachel uklidňuje Aidana, že už je vše v pořádku. Aidan je rozčilen a tvrdí, že Samara nikdy nespí, přičemž se mu spustí krev z nosu. Noah je ve svém bytě, kde se mu zničehonic zapne televizní obrazovka. Je na ní studna, z níž vylézá Samara a záhy vkročí do místnosti. Zděšený Noah se pokouší dostat pryč z jejího dosahu, ale Samara se v momentě přemístí k němu. Odhalí svou pravou tvář a podívá se přímo na něj. Noaha nalezne mrtvého v jeho bytě Rachel, Noah má stejně zsinalý obličej jako předtím Kate. Rachel se vrátí domů a spálí původní videokazetu. Nemůže pochopit, proč ona nezemřela. Poté jí dojde, že vytvořila kopii – nepřerušila cyklus, což je možnost, jak zachránit svého syna Aidana. Pomáhá mu se zkopírováním videokazety (té kopie, kterou odhodila pod nábytek poté, co zjistila, že se na ni Aidan podíval). Aidan se zeptá, co se stane lidem, kteří se na ni podívají, Rachel mu neodpoví a film končí.

## Nominace na ceny
| Rok  | Cena             | Kategorie              | Nominace       | Výsledek  |
| ---- | ---------------- | ---------------------- | -------------- | --------- |
| 2002 | Saturn           | Nejlepší filmový horor | Kruh           | vítěz     |
| 2002 | Saturn           | Nejlepší herečka       | Naomi Wattsová | vítěz     |
| 2003 | Filmové ceny MTV | Nejlepší film          | Kruh           | nominován |
| 2003 | Filmové ceny MTV | Nejlepší zloduch       | Daveigh Chase  | vítěz     |
| 2003 | Ceny Teen Choice | Nejlepší filmový horor | Kruh           | vítěz     |